# آرتور نازاریان
آرتور نازاریان (ارمنی: Արթուր Նազարյան؛ زادهٔ ۱۹۵۱) یک سیاستمدار و کارآفرین ارمنی‌تبار اهل لبنان است که از تاریخ ۱۹۹۸ تا تاریخ ۲۰۰۰ در کابینه سلیم الحص سمت وزیر گردشگری و محیط زیست لبنان و از تاریخ فوریه ۲۰۱۴ تا تاریخ دسامبر ۲۰۱۶ در کابینه تمام سلام سمت وزیر انرژی و آب لبنان را برعهده داشت. وی همچنین از سال ۲۰۰۹ عضو مجلس نمایندگان لبنان بود.

## زندگی‌نامه
در ۱۹۵۱ در بیروت به دنیا آمد و در سال ۱۹۷۳ در رشته مهندسی نساجی در ایالات متحده آمریکا فارغ‌التحصیل شد. وی با تامار کالیجیان ازدواج نمود و صاحب سه پسر است.